# Puertos de Andalucía
Los puertos de Andalucía dan, en la parte occidental hacia el Atlántico y en su parte oriental hacia el Mediterráneo, al ser una comunidad autónoma con salida a ambos.
Los puertos se encuentran en las cinco provincias costeras de la región (Huelva, Cádiz, Málaga, Granada y Almería) y en la de Sevilla, por contar esta con el río Guadalquivir, que desemboca en San Lúcar de Barrameda, en la provincia de Cádiz.
La provincia de Sevilla cuenta con dos puertos, el Puerto de Sevilla y Puerto Gelves, siendo este último un puerto deportivo. Las provincias de Huelva, Cádiz, Málaga y Almería son las que más puertos poseen.
La provincia de Granada posee dos puertos, el de Punta de la Mona, que es deportivo, y el Puerto de Motril, que es comercial y deportivo.
Los puertos están gestionados por la Agencia Pública de Puertos de Andalucía, salvo los que son Puertos del Estado por interés general. Son puertos de interés general del Estado los de Huelva, Sevilla, Cádiz, El Puerto de Santa María, Tarifa, Algeciras, La Línea, Málaga, Motril y Almería.